# Felipe de la Torre Arocena
Felipe de la Torre Arocena (nacido en Cuéllar en 1877) fue un político español del Partido Liberal. Miembro de una familia aristocrática dedicada a la medicina y la política, fue hijo de Basilio de la Torre Agero (hermano éste de Cipriano y Mariano), médico, y de Ildefonsa de Arocena, y hermano de Juan José de la Torre y Arocena, dermatólogo (padre de la poeta española Alfonsa de la Torre).
Militó en el Partido Liberal, por el que fue alcalde del Ayuntamiento de Cuéllar en 1908. Durante su mandato la Real Academia de la Historia advirtió sobre la lápida del cronista Antonio de Herrera y Tordesillas, reutilizada como escalón en las inmediaciones de la iglesia de Santa Marina, consiguiendo que se recuperase, siendo custodiada en la Casa consistorial de Cuéllar, donde permanece en la actualidad.
Perteneció al consejo de administración del Banco Castellano, siendo vocal de la sucursal en Segovia en 1926, y en 1934 fue nombrado presidente de la Diputación Provincial de Segovia, cargo que ocuparía hasta 1936.